# Нефтеюганский район

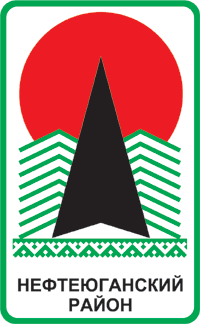
Эмблема Нефтеюганского района (1996)

Нефтеюга́нский райо́н — административно-территориальная единица и муниципальное образование (муниципальный район) Ханты-Мансийского автономного округа — Югры в составе Тюменской области России.
Административный центр — город Нефтеюганск (в состав района не входит).

## География
Нефтеюганский район расположен в средней части Западной Сибири, на юге Ханты-Мансийского автономного округа — Югры, что входит в состав Тюменской области. Часто район называют «Южными воротами» округа. Площадь Нефтеюганского района — 24548,01 км², что составляет приблизительно 4,59 % от общей площади Ханты-Мансийского автономного округа — Югры и 1,68 % от всей площади Тюменской области.
Район со всех сторон окружает города окружного значения Нефтеюганск и Пыть-Ях, а также граничит с тремя другими районами Тюменской области:
- с двумя другими районами того же Ханты-Мансийского автономного округа — Югры:
  - на западе — с Ханты-Мансийским,
  - на севере и востоке — с Сургутским;
- на юге — с Уватским районом, не входящим в состав автономных округов.

Нефтеюганский район приравнен к районам Крайнего Севера.

## История
Бурное развитие земель района в XX веке связано с геологоразведочными работами в связи с поиском нефти и газа, а затем и с их добычей. Начало было положено в июле 1961 года, когда на берег Юганской Оби у Усть-Балыкских юрт высадился первый отряд геологоразведчиков и строителей, основавших посёлок Партсъездовский – в честь ХХ съезда КПСС. 5 октября 1961 года поднялся первый нефтяной фонтан, а 18 декабря 1962 года крупные запасы Усть-Балыкского месторождения были окончательно подтверждены. В 1963 году была начата промышленная добыча нефти. Основанный рабочий посёлок был наименован Нефтеюганском, преобразованным в город окружного подчинения в 1967 году.
Указом Президиума Верховного Совета РСФСР от 23 июля 1980 года, за счёт территорий, подчинённых Нефтеюганскому горисполкому, и части территории Сургутского района, образован Нефтеюганский район с административным центром в городе Нефтеюганске.

## Население
| 2002    | 2009    | 2010    | 2011    | 2012    | 2013    | 2014    |
| ------- | ------- | ------- | ------- | ------- | ------- | ------- |
| 45 354  | ↗46 371 | ↘44 815 | ↘44 746 | ↘44 407 | ↘44 359 | ↘44 094 |
| 2015    | 2016    | 2017    | 2018    | 2019    | 2020    | 2021    |
| ↗44 709 | ↗45 010 | ↗45 215 | ↘45 057 | ↘44 550 | ↗44 664 | ↗46 761 |

### Урбанизация
Городское население (пгт Пойковский) составляет  52,27 % населения района.

### Национальный состав
| Перепись | Перепись | русские | татары | украинцы | башкиры | азербайджанцы | прочие | всего |
| -------- | -------- | ------- | ------ | -------- | ------- | ------------- | ------ | ----- |
| 2010 год | число    | 28202   | 4552   | 3050     | 1800    | 581           | 7214   | 44818 |
| 2010 год | проценты | 62,9%   | 10,2%  | 6,8%     | 4%      | 1%            | 7214   | 44818 |

## Муниципально-территориальное устройство
Муниципальный район включает 8 муниципальных образований нижнего уровня, в том числе 1 городское поселение и 7 сельских поселений:
| №        | Муниципальное образование | Административный центр | Количество населённых пунктов | Население (чел.) | Площадь (км²) |
| -------- | ------------------------- | ---------------------- | ----------------------------- | ---------------- | ------------- |
| 1e-06    | Городское поселение       |                        |                               |                  |               |
| 1        | Пойковский                | пгт Пойковский         | 1                             | ↘24 440          | 92,57         |
| 1.000002 | Сельское поселение        |                        |                               |                  |               |
| 2        | Каркатеевы                | посёлок Каркатеевы     | 1                             | ↗1940            | 17,11         |
| 3        | Куть-Ях                   | посёлок Куть-Ях        | 1                             | ↗2152            | 21,47         |
| 4        | Лемпино                   | село Лемпино           | 1                             | ↗606             | 74,97         |
| 5        | Салым                     | посёлок Салым          | 2                             | ↗7989            | 126,25        |
| 6        | Сентябрьский              | посёлок Сентябрьский   | 1                             | ↗1898            | 62,32         |
| 7        | Сингапай                  | посёлок Сингапай       | 2                             | ↗5788            | 10,25         |
| 8        | Усть-Юган                 | посёлок Усть-Юган      | 2                             | ↗1948            | 31,87         |

В 2014 году было упразднено сельское поселение Чеускино и включено в Сингапай.

## Населённые пункты
В районе 11 населённых пунктов, в том числе 1 городской (пгт) и 10 сельских.
| №  | Населённый пункт | Тип     | Население | Муниципальное образование       |
| -- | ---------------- | ------- | --------- | ------------------------------- |
| 1  | Каркатеевы       | посёлок | ↗1940     | сельское поселение Каркатеевы   |
| 2  | Куть-Ях          | посёлок | ↗2152     | сельское поселение Куть-Ях      |
| 3  | Лемпино          | село    | ↗606      | сельское поселение Лемпино      |
| 4  | Пойковский       | пгт     | ↘24 440   | городское поселение Пойковский  |
| 5  | Салым            | посёлок | ↗7719     | сельское поселение Салым        |
| 6  | Сентябрьский     | посёлок | ↗1898     | сельское поселение Сентябрьский |
| 7  | Сивыс-Ях         | посёлок | ↘270      | сельское поселение Салым        |
| 8  | Сингапай         | посёлок | ↗4633     | сельское поселение Сингапай     |
| 9  | Усть-Юган        | посёлок | ↘734      | сельское поселение Усть-Юган    |
| 10 | Чеускино         | село    | ↗1155     | сельское поселение Сингапай     |
| 11 | Юганская Обь     | посёлок | ↘1254     | сельское поселение Усть-Юган    |

Обособленные объекты
К двум населённым пунктам относятся обособленные объекты ТЭК как территории компрессорных станций с рабочими посёлками без отдельного статуса населённого пункта: к посёлку Сентябрьский — КС-5, к посёлку Салым — КС-6.

## Руководство
Глава района — Лапковская Галина Васильевна.
С 2007 до 2016 гг. главой района был Семёнов Владимир Николаевич.

## Экономика
Основа экономики района — нефть и газ. Он занимает первое место в автономном округе по плотности нефтяных месторождений. В настоящее время на территории района эксплуатируются 27 месторождений. К наиболее крупным относятся: Приразломное, Правдинское, Мамонтовское, Майское, Тепловское, Петелинское, Усть-Балыкское, Южно-Сургутское месторождения.
Добычу нефти на территории района ведут крупные предприятия: ООО «РН- Юганскнефтегаз», компания Салым Петролеум Девелопмент и др. Перекачкой нефти на нефтеперерабатывающие заводы занимается открытое акционерное общество «Сибнефтепровод» Управления магистральных нефтепроводов. Оно обслуживает более пятисот километров трубопроводов. Нефтеперекачивающие станции оснащены насосным оборудованием высокой производительности, средствами местной автоматики и телемеханики.
Агропромышленный комплекс Нефтеюганского района представлен МУП «Чеускино»; тремя предприятиями рыбной отрасли; 25 крестьянскими (фермерскими) хозяйствами; 125 личными подсобными хозяйствами.

## Транспорт
Район имеет удобную развитую транспортную систему, в которую входят железнодорожное, водное и автомобильное сообщение. Автомобильное сообщение соединило район с областными и окружными центрами. Через Нефтеюганский район проходит федеральная P404 магистраль «Тюмень—Ханты-Мансийск».

## Образование
В системе образования Нефтеюганского района функционируют 29 учреждений: 13 дошкольных организаций, 13 школ, в 5 из которых открыто 11 дошкольных групп, 3 учреждения дополнительного образования. В двух детских садах действуют группы для детей раннего возраста – от 1 года.
Средняя общеобразовательная школа №4 гп. Пойковский с 2014 года входит в Международный проект «Ассоциированные школы ЮНЕСКО». В Нефтеюганском районе высокий уровень доступности дополнительного образования, который обеспечивают: Центр развития творчества детей и юношества, Центр компьютерных технологий, Шахматная школа имени А. Карпова, а также дошкольные и общеобразовательные организации посредством реализации программ дополнительного образования. В муниципалитете развивается техническое творчество. Нефтеюганский район является площадкой для регионального отборочного этапа Всероссийского технического фестиваля «Робофест». С 2017 года на территории района проводится образовательный форум «Политехническое образование для всех».
Муниципальное образование Нефтеюганский район является пионером в развитии шахматного образования в Югре. В 2014 году район признан «Лучшим муниципальным образование Югры по организации шахматной работы». Такие достижение стали возможны во многом благодаря работе Шахматной школы имени Анатолия Карпова, основанной в 2000 году. Шахматное образование реализует во всех поселениях Нефтеюганского района, более 700 воспитанников учатся игре в шахматы на базе 13 школ, а также в 12 детских садах поселений Нефтеюганского района.

## Культура
В Нефтеюганском районе действуют: 2 бюджетных учреждения культурно-досугового типа – НРБУ ТО «Культура», в структуру которого входят 9 структурных подразделений и Муниципальное бюджетное учреждение гп. Пойковский Центр культуры и досуга «Родники» (ПМБУ ЦКиД «Родники»); 2 муниципальных бюджетных образовательных учреждения дополнительного образования – Детская музыкальная школа и Детская школа искусство имени Г.С. Райшева; бюджетное учреждение «Межпоселенческая библиотека», включающее в свою структуру 14 поселенческих библиотек. 10 библиотек подключены к Национальной электронной библиотеке. Работают Центры удалённого доступа (ЦУД) к ресурсам Президентской библиотеки им. Б.Н. Ельцина: в Пойковской ПБ «Наследие», Салымской ПМБ им. А.С. Тарханова, Каркатеевской ПМБ. Во всех поселениях района функционируют 13 Центров общественного доступа (ЦОД) к социально значимой информации.
Творческие коллективы, представляющие район, из года в год принимают успешное участие в фестивалях-конкурсах различных уровней, от районного до международного, становясь их победителями и призерами.
Дом культуры «Камертон» с.п. Сингапай в 2019 году стал победителем во Всероссийском телевизионном конкурсе "Самый красивый сельский дом культуры России". Творческий коллектив Дома культуры «Кедр» сп. Лемпино в 2019 году вошел в число призеров Международного молодежного конкурса социального кино и социальной рекламы «Мотивация Евразия. Малая Родина» (Республика Беларусь, г. Могилев).

## Спорт
В спортивном мире Нефтеюганский район известен далеко за пределами Югры. Визитными карточками территории стали Международный турнир по вольной борьбе на Кубок Владимира Семенова, Международный шахматный турнир имени Анатолия Карпова. В 2017 году к ним добавился Открытый всероссийский юношеский турнир по боксу имени олимпийского чемпиона Вячеслава Яновского. В Нефтеюганском районе проводятся также Международные соревнования на Кубок Губернатора Ханты-Мансийского автономного округа – Югры по гребле на обласах.
В феврале 2011 года в Нефтеюганском районе состоялся Международный турнир по профессиональному боксу на кубок Кости Цзю. В 2014-м году муниципалитет впервые стал территорией проведения Международного турнира по смешанным единоборствам по версии НОМАД ММА – «Битва на Севере-2». В 2015 и 2017 годах этот турнир вновь прошел на Нефтеюганской земле.
На территории Нефтеюганского района находятся 110 спортивных сооружений, из них 24 спортивных зала,  6 лыжных баз, крытый ледовый дворец с искусственным льдом, плавательный бассейн, 28 плоскостных сооружения и др. В поселениях работают спортивные секции по 32 видам спорта. Свыше 18000 человек систематически занимаются спортом. Детей и молодежи, регулярно занимающихся в спортивных секциях, - свыше 12000 человек. Наиболее популярны лыжные гонки, хоккей, футбол, волейбол, вольная борьба, тхэквондо, северное многоборье, шахматы, плавание. Развиваются и новые спортивные направления. Так, в Пойковском набирает обороты спортивная аэробика, скандинавская ходьба. Для привлечения к здоровому образу жизни, спорту как можно большего числа жителей района, используются разнообразные формы работы: спартакиады, спортивные фестивали среди различных слоев населения, велопробеги, «зарядка с чемпионом» и другие.
Сборные команды Нефтеюганского района участвуют в чемпионатах, первенствах и спартакиадах Ханты-Мансийского автономного округа, Тюменской области, России, международных соревнованиях по различным видам спорта.  В Нефтеюганском районе выросло немало спортсменов, чьи имена известны за пределами Югры: Виктор Малюгин, Олег Гевко – победители чемпионатов мира и Европы по пауэрлифтингу, Максим Нигаматуллин и Виталий Шамсутдинов – чемпионы России по северному многоборью, Заур Тарикулиев и Максим Марчук – чемпионы мира по тхэквандо.

## Международные соревнования
Вольная борьба
Крупнейшим спортивным событием среди всех соревнований, проводимых в Нефтеюганском районе, является Международный турнир по вольной борьбе на Кубок Владимира Семенова. История турнира началась в 2003 году по инициативе Владимира Семенова. Первые пять турниров имели статус Открытого Всероссийского турнира. В 2008 году турниру был присвоен статус международного. На соревнования приезжают представители Федерации спортивной борьбы России, тренерского штаба сборной команды России по вольной борьбе, Олимпийского комитета РФ и Объединенного мира борьбы. В разные годы в качестве почетных гостей в Нефтеюганском районе побывали олимпийские чемпионы Александр Карелин, Александр Иваницкий, Михаил Мамиашвили, Павел Пинигин. На борцовских коврах состязались: олимпийский чемпион Сослан Рамонов; серебряный призер Олимпийских игр Сослан Тигиев; чемпионы и призеры первенств мира, Европы и России Абдула Ахмедов, Азамат Тускаев, Нурмагомед Гаджиев, Алихан Жабраилов, Ильяс Бекбулатов, Исраил Касумов, Александр Богомоев, Алан Гогаев, Алан Багаев, Анзор Закуев и другие.
Турнир по вольной борьбе, прошедший в 2007 году, явился знаковым событием для Югры. Ханты-Мансийский автономный округ стал вторым регионом РФ, с кем Федерация спортивной борьбы России подписала договор о совместной деятельности в рамках Национальной программы «Борись и побеждай!». Подписи под документами поставили президент Федерации, олимпийский чемпион Михаил Мамиашвили и президент Федерации вольной борьбы ХМАО-Югры Владимир Семенов. В 2013 году к юбилейному X Международному турниру по вольной борьбе была создана новая символика.
В  рамках турнира проходят мастер-классы, которые юным спортсменам региона дают мастера спорта высшего ранга. Среди них олимпийский чемпион Хаджимурад Магомедов, чемпион мира Сергей Корнилаев, мастер спорта международного класса Вячеслав Трофимов,  бойцы смешанных единоборств Владимир Минеев и Али Багаутинов.
В 2015 году Международный турнир по вольной борьбе был отмечен премией «Итоги года Урала и Сибири» в номинации «Социальный проект года». В 2017 году турнир вошел в календарь главных турниров Объединенного мира борьбы (UWW).
Шахматный турнир имени Анатолия Карпова
Международный турнир по шахматам имени Анатолия Карпова проводится в Нефтеюганском районе с 2000 года. Форум включен в календарь Международной шахматной федерации (ФИДЕ) и, наряду с аналогичными соревнованиями в Нидерландах и Германии, входит в тройку самых престижных мировых турниров, проводимых по круговой системе. На турнир имени Анатолия Карпова в Нефтеюганский район приезжают гроссмейстеры, входящие в сотню лучших игроков мира. Среди тех, кто сражался за шахматной доской в Пойковском: Сергей Карякин, внесённый в Книгу рекордов Гиннесса, как самый молодой гроссмейстер в мире; Сергей Рублевский, четырёхкратный победитель Всемирных Шахматных Олимпиад; Найджел Шорт, чемпион Великобритании по шахматам; Этьен Бакро, многократный чемпион Франции; Антон Коробов, чемпион Украины, серебряный призёр Всемирных интеллектуальных игр в Пекине и 42-й шахматной олимпиады в Баку и другие.
Ежегодно на турнир приезжает Анатолий Карпов, гроссмейстер, чьим именем назван турнир, депутат Госдумы РФ, почетный гражданин Нефтеюганского района, трехкратный чемпион мира по шахматам. У  турнира - богатая на события и имена история и традиции проведения.
За годы истории турнира его победителями становились: в 2000 и 2001 гг. – Виорел Бологан (Молдова), в 2002 - Александр Онищук (США), в 2003 - Петр Свидлер (Россия), в 2004 - Александр Грищук (Россия), в 2005 и 2011гг. – Этьен Бакро (Франция), в 2006 – Алексей Широв (Испания), в 2007 – Дмитрий Яковенко (Россия, Югра), в 2008 – Сергей Рублевский (Россия), в 2009 -  Александр Мотылев (Россия), в 2010 – Сергей Карякин (Россия), в 2012 - Дмитрий Яковенко (Россия), в 2013 – Павел Эльянов (Украина), в 2014 – Александр Морозевич (Россия), в 2015 и 2016 гг. - Антон Коробов (Украина), в 2017 - Эмиль Сутовский (Израиль), в 2018 – Дмитрий Яковенко (Россия), в 2019 – Владислав Артемьев (Россия).
Гребля на обласах
Уже стало традицией проводить в Нефтеюганском районе международные соревнования на Кубок Губернатора Ханты-Мансийского автономного округа – Югры по гребле на обласах. Участие в состязаниях принимают представители не только коренных малочисленных народов Севера, но и других национальностей. Награды победителям Кубка Губернатора Ханты-Мансийского автономного округа – Югры по гребле на обласах вручает лично глава региона Наталья Комарова. Со временем соревнования переросли рамки спортивного мероприятия, они стали площадкой для обсуждения вопросов развития культуры и традиций малочисленных народов мира.
В 2018 году соревнования стали самыми масштабными в своей истории. В гонках на обласах участвовали свыше 220 этноспортсменов. География участников и зрителей стала самой обширной за всю 18-летнюю историю Кубка. В Нефтеюганский район прибыли гости из Венгрии, Китая, Норвегии, Бразилии, Ирана, Испании, Канады, Конго, Кувейта, Латвии, Литвы, Нигера, Португалии, США, Малайзии и Польши.  На форуме побывали представители авторитетных международных организаций: комитета советников ЮНЕСКО по традиционным играм и спорту, всемирного общества этноспорта, ассоциации «Оленеводы мира», «Северного форума».
Международные соревнования на Кубок  Губернатора Ханты-Мансийского автономного округа – Югры по гребле на обласах направлены на сохранение культуры  и традиций коренных народов Севера.  На протяжении многих лет начало официальных спортивных стартов предваряют древние обряды народов ханты и манси: поклонения водному духу Вит хону, духу огня и окуривания обласов. Непременным атрибутом мероприятия является  проведение мастер-классов – по изготовлению оберегов, резьбе по кости, выделке кожи.  Также проводятся состязания в традиционных видах спорта — метании тынзяна на хорей, прыжках через нарты, перетягивании палки на оленьих шкурах.
XIX Кубок губернатора Югры по гребле на обласах, состоявшийся в июне 2019 года в Нефтеюганском районе, стал «бронзовым» призером профессиональной Премии «События России».

## Туризм
На территории Нефтеюганского района успешно функционируют два главных туристких объекта - База туризма и отдыха «Сказка» и Центр туризма и отдыха «Парус». На их территории проходят культурно-массовые мероприятия районного, регионального и международного значения, корпоративные мероприятия, семинары, увлекательные и насыщенные программы.
Услуги в сфере туризма оказывают: 2 турагентства, 2 базы отдыха, 1 санаторно-курортное учреждение, 12 гостиниц и иных средств размещения, 81 предприятие общественного питания (рестораны, кафе, бары), 30 предприятий культурного, познавательного, развлекательного назначения, 18 предприятий спортивного назначения, два маршрута выходного дня.
Значительным потенциалом для развития на территории муниципального образования обладают спортивный, событийный и этнографический виды туризма. Туристические событийные мероприятия района принимали участие в региональных и всероссийских конкурсах:
- XIX Международные соревнования на Кубок губернатора Югры по гребле на обласах, проводимые в Нефтеюганском районе, стал «бронзовым» призером общероссийского финала профессиональной Премии «События России». В номинации «Спорт. Соревнования по традиционным видам спорта» Кубок губернатора Югры по гребле на обласах получил диплом третьей степени. Экспертами туристической отрасли были высоко отмечены оригинальность и важность югорских соревнований.
- Национальный хантыйский праздник «Вороний день», который ежегодно празднуется в Лемпино в начале апреля, удостоен специального диплома «За сохранение традиций». Проект был представлен на региональном конкурсе Национальной премии в области событийного туризма «Russian Event Awards» в номинации «Лучшее туристическое событие по популяризации народных традиций и промыслов» среди регионов Уральского и Приволжского федеральных округов.

## Достопримечательности, археология
На территории района, в сельском поселении Салым, располагается озеро Сырковый Сор. Само озеро и его окрестности являются культурным наследием Югры. На этой территории находятся несколько памятников археологической культуры (святилище Сотым-тэ-ики, священное озеро Имн-тор, Священная кедровая роща). Все они, в той или иной степени, являются археологическими источниками по истории и культуре салымских хантов (остяков, жителей юрт Кинтусовских) – одной из групп коренных малочисленных народов ХМАО-Югры. Данная территория была заселена людьми, еще в эпоху мезолита до начала I тыс. н.э. Озеро раньше называлось Имн-тор. В переводе с хантыйского, тор - озеро, а Имн, предположительно, - священное. Самое глубокое озеро Югры - 42 м, по площади занимает пятое место в ХМАО.
На городище «Большое Каюково» в верховьях реки Большой Салым на поселении эпохи раннего неолита (VII—VI тыс. до н. э.) найдены каменные орудия и фрагменты керамической посуды.
Памятник природы регионального значения «Чеускинский бор» расположен на правом берегу протоки Юганская Обь на границе с. Чеускино Нефтеюганского района. Памятник природы относится к объектам национального достояния и находится в собственности автономного округа. Уникальность памятника природы определяется локальным произрастанием высокопродуктивных насаждений кедра. Кедровник является источником сбора кедровых шишек и дикоросов, а также местом отдыха жителей и гостей региона. Общая площадь памятника природы составляет 100 га.